# Себас Мендес
Джегсон Себастьян Мендес Карабалі (ісп. Jhegson Sebastián Méndez Carabalí, нар. 26 квітня 1997), відомий як Себас Мендес, — еквадорський футболіст, півзахисник американського клубу «Лос-Анджелес» і національної збірної Еквадору.

## Клубна кар'єра
Народився 26 квітня 1997 року. Вихованець футбольної школи клубу «Індепендьєнте дель Вальє». Дорослу футбольну кар'єру розпочав 2015 року в основній команді того ж клубу, в якій того року взяв участь у 2 матчах чемпіонату. 
Протягом 2015—2016 років перебував в Іспанії, де на правах оренди захищав кольори «Культураль Леонеса», після чого повернувся до рідного клубу, в якому швидко став основним гравцем.
2019 року перебрався до США, продовживши кар'єру в «Орландо Сіті». Граючи у складі команди з Орландо протягом трьох сезонів також здебільшого виходив на поле в основному складі команди.
У липні 2022 року перейшов до «Лос-Анджелеса». 

## Виступи за збірні
2013 року дебютував у складі юнацької збірної Еквадору (U-17), загалом на юнацькому рівні взяв участь у 4 іграх.
2018 року дебютував в офіційних матчах у складі національної збірної Еквадору.
У складі збірної — учасник розіграшів Кубка Америки 2019 і Кубка Америки 2021 в Бразилії, а також чемпіонату світу 2022 року у Катарі.
| Дата       | Місто               | Господарі | Результат | Гості             | Турнір                          | Голи | Примітки |
| ---------- | ------------------- | --------- | --------- | ----------------- | ------------------------------- | ---- | -------- |
| 12-9-2018  | Бриджв'ю (Іллінойс) | Еквадор   | 2 – 0     | Гватемала         | товариський матч                | -    | 73'      |
| 12-10-2018 | Доха                | Катар     | 4 – 3     | Еквадор           | товариський матч                | -    | 62'      |
| 16-10-2018 | Доха                | Оман      | 0 – 0     | Еквадор           | товариський матч                | -    |          |
| 16-11-2018 | Ліма                | Перу      | 0 – 2     | Еквадор           | товариський матч                | -    |          |
| 20-11-2018 | Панама              | Панама    | 1 – 2     | Еквадор           | товариський матч                | -    | 46'      |
| 22-3-2019  | Орландо             | США       | 1 – 0     | Еквадор           | товариський матч                | -    |          |
| 26-3-2019  | Гаррісон            | Гондурас  | 0 – 0     | Еквадор           | товариський матч                | -    |          |
| 10-6-2019  | Арлінгтон           | Мексика   | 3 – 2     | Еквадор           | товариський матч                | -    | 46'      |
| 21-6-2019  | Сальвадор           | Еквадор   | 1 – 2     | Чилі              | Копа Америка 2019 - 1-й етап    | -    | 3' 60'   |
| 25-6-2019  | Белу-Оризонті       | Еквадор   | 1 – 1     | Японія            | Копа Америка 2019 - 1-й етап    | -    | 46'      |
| 5-9-2019   | Гаррісон            | Перу      | 0 – 1     | Еквадор           | товариський матч                | -    |          |
| 10-9-2019  | Куенка              | Еквадор   | 3 – 0     | Болівія           | товариський матч                | -    | 62' 79'  |
| 13-10-2019 | Ельче               | Аргентина | 6 – 1     | Еквадор           | товариський матч                | -    | 46'      |
| 14-11-2019 | Портов'єхо          | Еквадор   | 3 – 0     | Тринідад і Тобаго | товариський матч                | -    |          |
| 19-11-2019 | Гаррісон            | Еквадор   | 0 – 1     | Колумбія          | товариський матч                | -    |          |
| 17-11-2020 | Кіто                | Еквадор   | 6 – 1     | Колумбія          | Відбір до ЧС 2022               | -    |          |
| 4-6-2021   | Порту-Алегрі        | Бразилія  | 2 – 0     | Еквадор           | Відбір до ЧС 2022               | -    | 62'      |
| 8-6-2021   | Кіто                | Еквадор   | 1 – 2     | Перу              | Відбір до ЧС 2022               | -    |          |
| 13-6-2021  | Куяба               | Колумбія  | 1 – 0     | Еквадор           | Копа Америка 2021 - 1-й етап    | -    |          |
| 20-6-2021  | Ріо-де-Жанейро      | Венесуела | 2 – 2     | Еквадор           | Копа Америка 2021 - 1-й етап    | -    | 67'      |
| 23-6-2021  | Гоянія              | Еквадор   | 2 – 2     | Перу              | Копа Америка 2021 - 1-й етап    | -    |          |
| 27-6-2021  | Гоянія              | Бразилія  | 1 – 1     | Еквадор           | Копа Америка 2021 - 1-й етап    | -    |          |
| 3-7-2021   | Гоянія              | Аргентина | 3 – 0     | Еквадор           | Копа Америка 2021 - чвертьфінал | -    |          |
| 7-10-2021  | Гуаякіль            | Еквадор   | 3 – 0     | Болівія           | Відбір до ЧС 2022               | -    | 78'      |
| 16-11-2021 | Сантьяго            | Чилі      | 0 – 2     | Еквадор           | Відбір до ЧС 2022               | -    |          |
| 4-12-2021  | Піттсбург           | Сальвадор | 1 – 1     | Еквадор           | товариський матч                | -    | 76'      |
| 27-1-2022  | Кіто                | Еквадор   | 1 – 1     | Бразилія          | Відбір до ЧС 2022               | -    | 85'      |
| 24-3-2022  | Сьюдад-дель-Есте    | Парагвай  | 3 – 1     | Еквадор           | Відбір до ЧС 2022               | -    | 76'      |
| 3-6-2022   | Гаррісон            | Еквадор   | 1 – 0     | Нігерія           | товариський матч                | -    |          |
| 6-6-2022   | Чикаго              | Мексика   | 0 – 0     | Еквадор           | товариський матч                | -    | 68'      |
| 27-9-2022  | Дюссельдорф         | Японія    | 0 – 0     | Еквадор           | товариський матч                | -    | 78'      |
| 12-11-2022 | Мадрид              | Еквадор   | 0 – 0     | Ірак              | товариський матч                | -    | 46'      |
| Усього     |                     | Матчів    | 32        |                   | Голів                           | 0    |          |

## Титули і досягнення
- Володар Кубка Бразилії (1):

«Сан-Паулу»: 2023